# Kelliella galatheae
Kelliella galatheae är en musselart. Kelliella galatheae ingår i släktet Kelliella och familjen Kelliellidae. Inga underarter finns listade i Catalogue of Life.